# Sandy Marton
Aleksandar Marton, mer känd under artistnamnet Sandy Marton, född 4 oktober 1959 i Zagreb, är en kroatisk sångare, låtskrivare och musiker.

## Uppväxt
Aleksandar Marton föddes den 4 oktober 1959 i Zagreb. Han flyttade till Milano under 1970-talet.

## Diskografi
Studioalbum
- 1986 – Modern Lover

Singlar
- 1983 – "Ok Run"
- 1984 – "People from Ibiza"
- 1985 – "Merry Merry Christmas and a Happy New Year"
- 1985 – "Exotic and Erotic"
- 1985 – "Camel by Camel"
- 1986 – "Modern Lovers"
- 1986 – "White Storm in the Jungle"
- 1987 – "Love Synchronicity"
- 1989 – "La Paloma Blanca"